# Ibas de Edesa
Ibas fue obispo de Edesa de 435 a 457.

## Biografía
Pertenecía a Escuela de Edesa y era partidario de Nestorio. Sucedió a Rábula en 435.
Se le atribuyen las primeras traducciones en siriaco de las obras de Diodoro de Tarso y de Teodoro de Mopsuestia. Rábula había condenado estas obras y había hecho quemar sus ejemplares. Cuando Ibas se convirtió en obispo, el Nestorianismo encontró vía libre en Mesopotamia, y la carta que el nuevo obispo había dirigido, en 433, a Mari, obispo de Hardashir en Persia, alentó su propagación entre los sirios orientales.
Atacado por esta carta en los concilios de Tiro y de Beirut, Ibas fue absuelto, pero en el segundo concilio de Éfeso, llamado el Latrocinio de Éfeso, en 449, fue incluido, junto con su sobrino Daniel, obispo de Harran, en la condena de Flaviano de Constantinopla, Domnus II, patriarca de Antioquía, Ireneo de Tiro, Eusebio de Dorilea, Sofronio de Tella y Teodoreto de Ciro. lbas fue depuesto y reemplazado en Edesa por Nono.
Su exilio solo duró dos años; después del Concilio de Calcedonia de 451, que estaba dirigido principalmente contra Eutiquio y los monofisitas, Ibas volvió a su sede episcopal, donde permaneció en paz hasta su muerte, acontecida el 28 de octubre de 457.
La muerte de Ibas ocasionó la expulsión de Edesa de sus partidarios, que enseñaban o estudiaban en la Escuela de Edesa, pero la escuela no fue cerrada definitivamente hasta 489, por orden del emperador Zenón. Los nombres de los exiliados figuran en la carta del obispo monofisita Siméon de Beit-Arscham, escrita hacia 510, que es el documento más antiguo sobre la propagación del nestorianismo en Persia. Nombra entre los habitantes de Edesa que se retiraron a territorio persa, donde gozaron del favor del emperador Peroz I, a : Acacius, Barsauma, Mana, Abschouta, Juan el Garameo, Mikt, Paul hilos de Kaki, Abraham el Medo, Narsaï, Ézalia. Casi todos resultaron obispos en Persia.
Un siglo más tarde, se reprochó a Ibas su carta a Mari, que le hizo ser considerado como partidario de Nestorio. Es uno de los tres escritos de la Controversia de los Tres Capítulos, condenados en el Concilio de Constantinopla II, en 553, bajo Justiniano.

## Obras conservadas
El Catálogo de Ébedjésu atribuye a Ibas : un comentario sobre los Proverbios, homilías, himnos y una controversia con un herético. Se conoce igualmente una versión de los comentarios de Teodoro de Mopsuestia efectuada con sus discípulos poco tiempo después de la muerte de este último Fuente.
Contribuyó igualmente a la traducción del griego al siriaco, con Koumi y Probus, de los Libros del Intérprete de Teodoro de Mopsuestia; también puede serle atribuida la más antigua traducción del Isagogo de Porfirio.